# 鴨脷洲大街

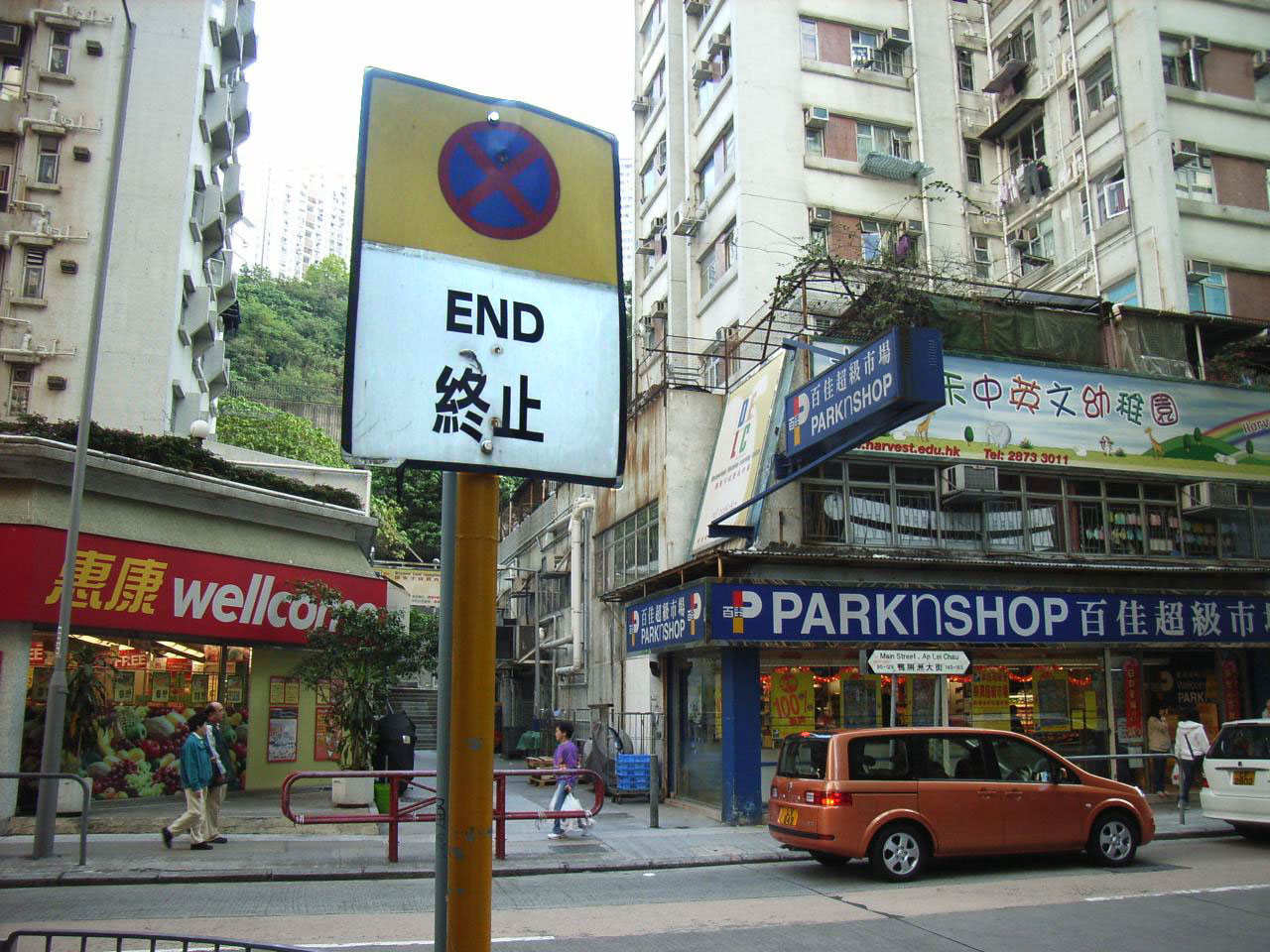
鴨脷洲大街商舖

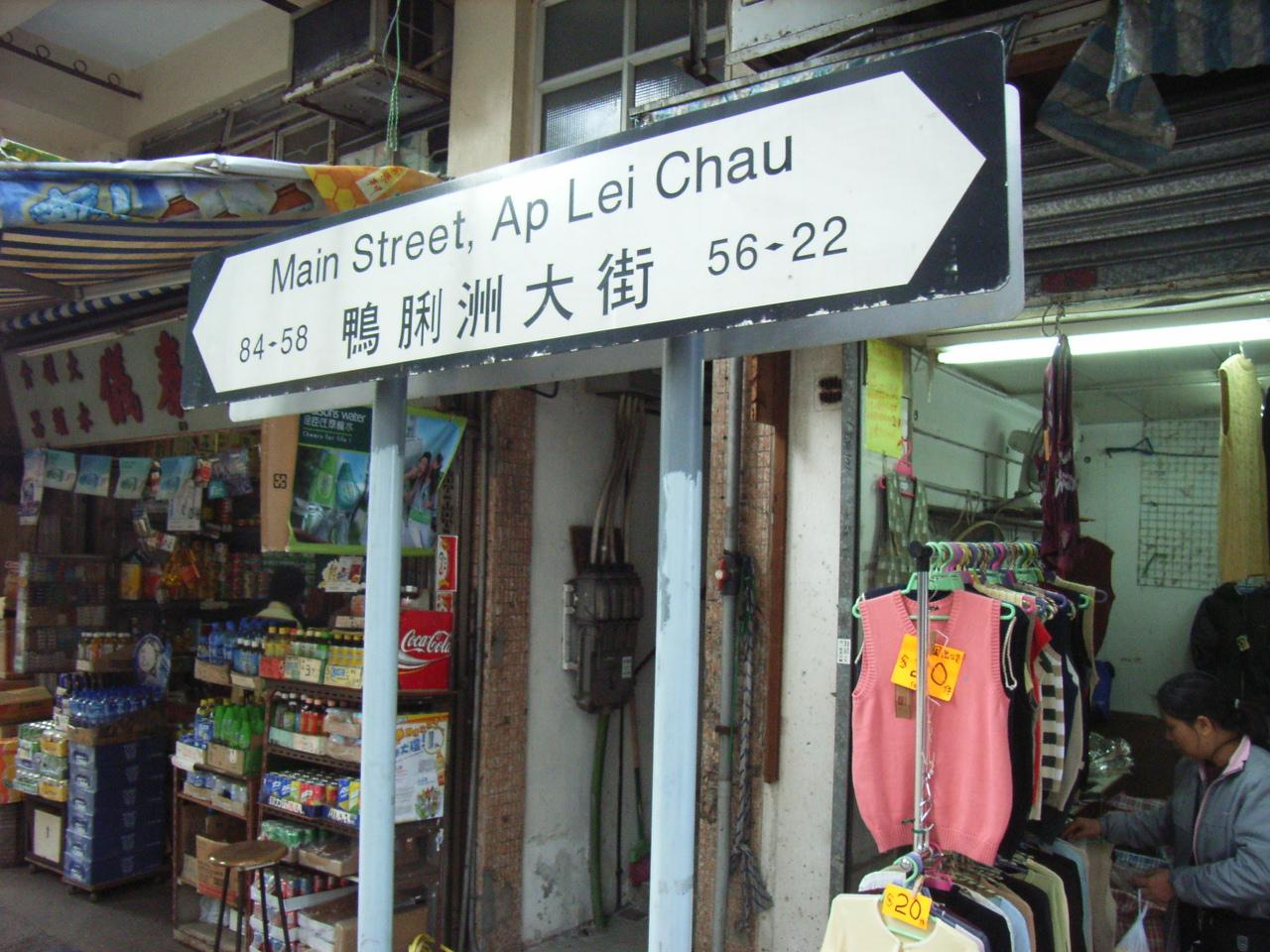
鴨脷洲大街路牌

鴨脷洲大街（英語：Main Street, Ap Lei Chau），當地簡稱大街，是位於香港鴨脷洲東北部的一條大街。
鴨脷洲大街亦是鴨脷洲的中端位置，無論是鴨脷洲邨，山上利東邨、漁安苑，還是海旁的豪宅南灣、深灣軒的居民也會不時前往。

## 「香港築地」
鴨脷洲大街以生猛野生海鮮聞名，被多家傳媒稱為「香港築地」，海鮮每日捕獲，種類繁多。鴨脷洲大街的街市及海鮮食肆，吸引很多遊客、區外人士特意前往，享負盛名。
現時，鴨脷洲大街除海鮮食肆外，愈來愈多特色店舖陸續開業。
2018年，有專欄報導訪問鴨脷洲大街的其中一間當地有名的海味店，該店扎根鴨脷洲大街已有二、三十歷史，三次搬舖還是選擇留在這個老區，而海味店老闆亦表示這裏的街坊都是水上人，水上人最愛吃魚鰾和花膠。

## 法定古蹟
2014年5月，古物古蹟辦事處將位於鴨脷洲的洪聖古廟，列作法定古蹟。在此之前，洪聖古廟是有二百多年歷史的一級歷史建築。除此以外，鴨脷洲大街還有已被評級的歷史建築——鴨脷洲水月宮。

## 落實發展
鴨脷洲大街的發展不斷，多項工程正在興建。
- 升降機連接

1. 風之塔公園與鴨脷洲邨（西邨）

- 27層高的酒店發展

## 歷史
鴨脷洲大街為島上最早的道路，亦為鴨脷洲最早有人定居的地方，早在明朝粵大記中已有記載有居民定居的記錄，初期街上主要為漁村。及後在19世紀末期，香港仔黃埔船塢落成後，令到該區面向香港仔一帶的海邊，發展成船廠群，直至1985年鴨脷洲北岸，大規模填海計劃進行，令到有不少船廠被迫遷移，到鴨脷洲海旁道及黃竹坑深灣及布廠街一帶。大街西端連接利枝道，東端則連接山明街及連接深灣軒的新填海地。早期的主要道路為倫敦里（即是由現時鴨脷洲大街112-118號東南大廈西側，連接倫敦碼頭(現悅海華庭2座)；80年代北岸大規模填海後延伸到填海地，連接現時的街渡碼頭；不過自從悅海華庭落成後，倫敦里被縮短了一大段，只保留悦海街以南東南大廈西側一段行人通道，從此以後變成一條只有20多米長的後巷）和鴨脷洲大街，到1920年代的山明街、水秀街（現鴨脷洲公園一帶，已消失）、好景街（鴨脷洲公園和洪聖街休憩公園附近，現只剩下26-28號大廈外的一小段）、洪聖街、平瀾街、新市街及惠風街。
鴨脷洲大街的沿街有快餐店、超級市場、便利店、個人護理產品店、酒店、銀行、海鮮食肆、各式食肆、甜品店、小食店、診所、寵物店、母嬰健康院、廟宇、教堂、士多、茶餐廳、飯店、涼茶、中藥商店、小巴車站、停車場、唐樓、社區中心、老人院、公園等。此外香港房屋協會亦在大街西段建立一個市區改善計劃項目，名為高寶閣，門牌號碼是鴨脷洲大街129號，1987年2月落成入伙，提供172個單位，另外在大街東段設有同一計劃的五層樓項目，位處在平瀾街7號，規模比前者小，每層只有一個單位，同年5月落成入伙，門口頂部至今仍有房協舊標誌。

## 鄰近
- 南灣
- 深灣軒
- 漁安苑
- 利東邨
- 悅海華庭
- 風之塔公園
- 倚南
- 洪聖古廟
- 鴨脷洲大橋
- 鴨脷洲市政大廈
- 鴨脷洲水月宮
- 鴨脷洲公園

## 交通

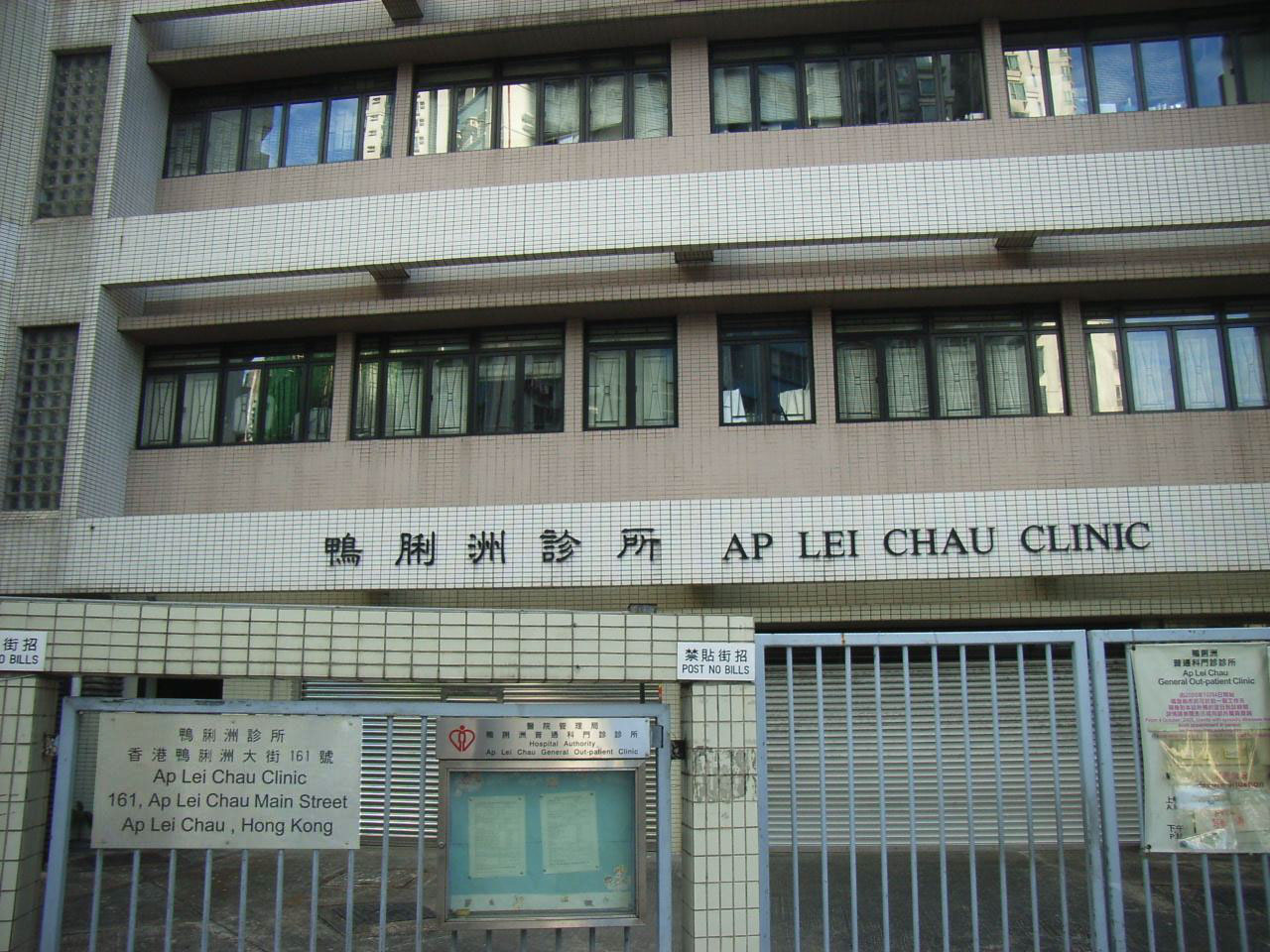
位於鴨脷洲大街的鴨脷洲診所
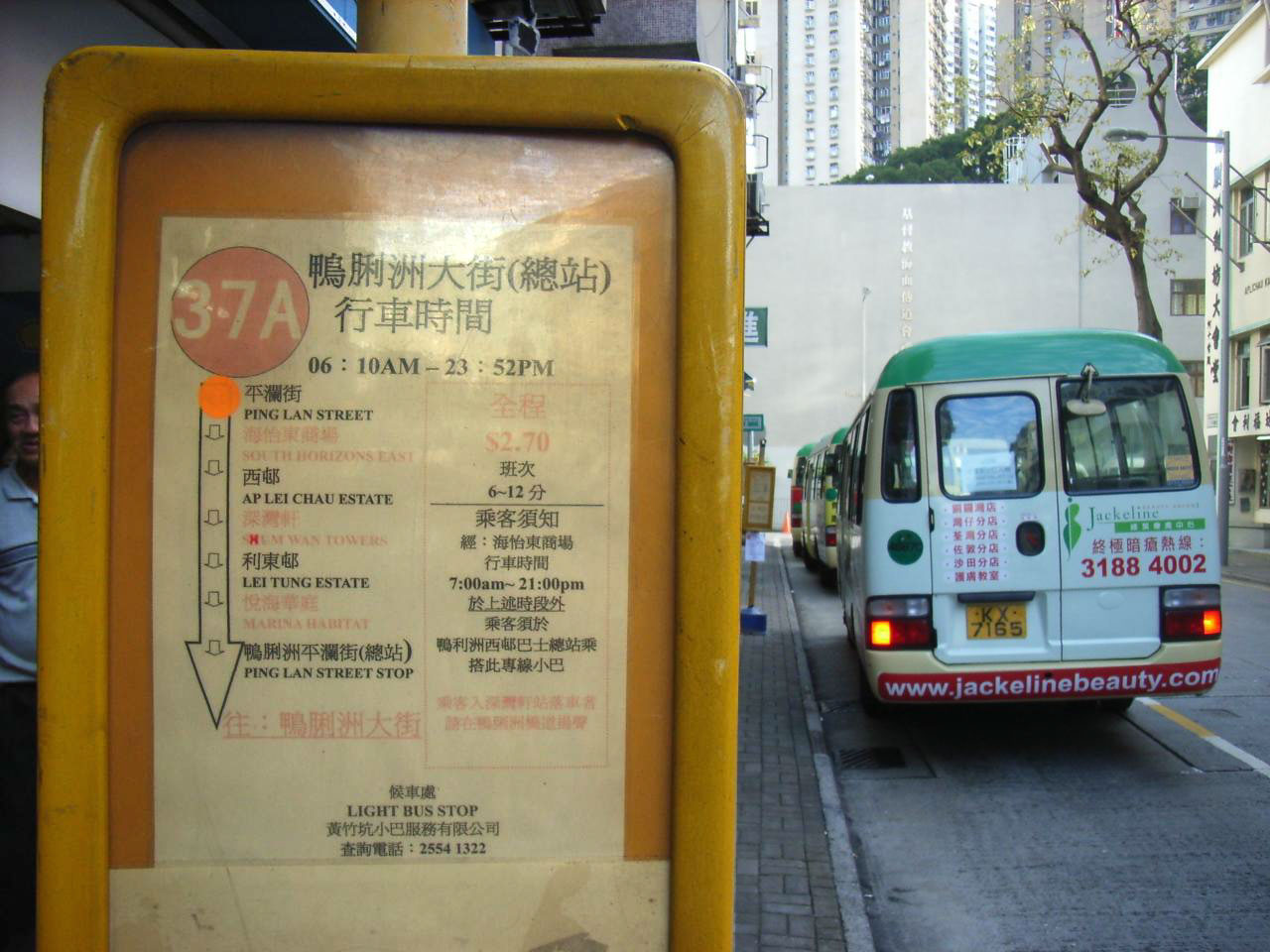
鴨脷洲大街小巴站，圖中的37A線已於2018年年初停駛